# Кикотсмови Вилиџ (Аризона)
Кикотсмови Вилиџ (енгл. Kykotsmovi Village) насељено је место без административног статуса у америчкој савезној држави Аризона.

## Демографија
По попису из 2010. године број становника је 746, што је 30 (-3,9%) становника мање него 2000. године.
| Група             | 2000.     | 2010.     |
| Белци             | 29 (3,7%) | 33 (4,4%) |
| Афроамериканци    | 7 (0,9%)  | 1 (0,1%)  |
| Азијати           | 2 (0,3%)  | 2 (0,3%)  |
| Хиспаноамериканци | 11 (1,4%) | 23 (3,1%) |
| Укупно            | 776       | 746       |